# Jean-Baptiste Gaye
Jean-Baptiste Sylvère Gaye, visconte di Martignac (Bordeaux, 20 giugno 1778 – Parigi, 3 aprile 1832), è stato un politico francese, Primo ministro del re Carlo X alla fine della seconda restaurazione.

## Biografia
Nel 1798 Martignac divenne segretario di Emmanuel Joseph Sieyès; dopo aver servito per un certo periodo nell'esercito, si dedicò alla letterature, scrivendo numerose operette. Sotto l'Impero praticò la professione legale con successo a Bordeaux, dove, nel 1818 divenne avvocato generale del cour royale. L'anno successivo fu nominato procuratore generale a Limoges e nel 1821 fu eletto alla Camera dei Deputati, dove sostenne le politiche ultrarealiste di Villèle. Nel 1822 divenne Consigliere di Stato e nel 1823 seguì il Duca d'Angouléme in Spagna come commissario civile. Divenne Visconte l'anno successivo fu anche nominato direttore generale del catasto e del demanio.
A contatto con la politica reale, le sue convinzioni ultrarealiste mutarono gradualmente avvicinandosi a quelle dei Dottrinari e alla caduta di Villèle Carlo X lo scelse per portare avanti una nuova politica di compromesso. Il 4 gennaio 1828 fu nominato Ministro degli interni e, sebbene non avesse assunto il titolo di presidente, fu nella pratica il capo del Gabinetto. Egli riuscì a far approvare l'atto che aboliva la censura sulla stampa e a persuadere il re a firmare le ordinanze del 16 giugno 1828 sui Gesuiti e i piccoli seminari.
Fu attaccato sia dall'estrema destra che dall'estrema sinistra e quando, nell'aprile del 1829, una coalizione di questi gruppi lo batté alla Camera, Carlo X, che non aveva mai creduto nella politica portata avanti dal visconte, lo sostituì con il principe di Polignac. Nel marzo 1830 insieme alla maggioranza contro le famose ordinanze; ma durante la rivoluzione che seguì rimase fedele alle proprie convinzioni legittimiste. La sua ultima apparizione pubblica fu in difesa di Polignac alla Camera dei Pari nel dicembre 1830.

## Opere
- Bordeaux au mois de Mars 1815 (1830)
- Essai historique sur les révolutions d'Espagne et l'intervention française de 1823 (1832).